# چارلز دارلی میلر
چارلز دارلی میلر (انگلیسی: Charles Darley Miller; ۲۳ اکتبر ۱۸۶۸ – ۲۲ دسامبر ۱۹۵۱) چوگان‌باز اهل بریتانیا بود. 